# Isotopes du carbone
Le carbone (C, numéro atomique 6) possède 15 isotopes connus, de nombre de masse variant de 8 à 22, dont deux stables : 12C et 13C. En moyennant selon l'abondance naturelle de ces deux isotopes, la masse atomique standard attribuée au carbone est de 12,010 7(8) u.
Le radioisotope le plus stable est le carbone 14, avec une demi-vie de 5 730 ans, seul radioisotope présent dans la nature, formé à l'état de trace cosmogéniquement par la réaction 14N + 1n ⟶ 14C + 1H. Le second radioisotope le plus stable est 11C, avec une demi-vie de 20,364 minutes. Tous les autres radioisotopes ont une demi-vie inférieure à 20 secondes, et la plupart d'entre eux inférieure à 200 millisecondes, le plus instable étant 8C, avec une demi-vie de 2,0 × 10−21 s. Les isotopes les plus légers se désintègrent principalement par β+ (sauf 8C qui se désintègre par double émission de proton) en isotopes du bore, les plus lourds par désintégration β− en isotopes de l'azote.

## Isotopes remarquables

### Carbone naturel
Le carbone naturel est essentiellement constitué des deux isotopes stables, le carbone 12 et le carbone 13 (12C et 13C). Ce dernier est très minoritaire, mais joue un rôle important en RMN du carbone. On trouve aussi dans la nature des traces de carbone 14 (14C), radiogénique et radioactif, dont on mesure la concentration par spectrométrie de masse à des fins de datation.
| Isotope | Abondance (pourcentage molaire) | Gamme de variations |
| ------- | ------------------------------- | ------------------- |
| 12C     | 98,93 (8) %                     | 98,853 – 99,037     |
| 13C     | 1,07 (8) %                      | 0,963 – 1,147       |
| 14C     | Traces                          | 10−12               |

### Carbone 11
Le carbone 11 (11C) est l'isotope du carbone dont le noyau est constitué de 6 protons et de 5 neutrons. C'est un radioisotope du carbone qui se désintègre à 99 % par émission de positron en bore 11 et à 0,19-0,23 % par capture électronique également en bore 11,. Il a une demi-vie de 20,364 minutes.
11
6C ⟶ 11
5B + e+ + νe + 0,96 MeV ;
11
6C + e− ⟶ 11
5B + e+ + 1,98 MeV.
Le carbone 11 est couramment utilisé comme radioisotope pour marquer des molécules en tomographie par émission de positons. Parmi les nombreuses molécules utilisées à cet effet, on trouve le radioligand 11C-DASB (en).

### Carbone 12
Le carbone 12 (12C) est l'isotope du carbone dont le noyau est constitué de 6 protons et de 6 neutrons. C'est l'un des trois isotopes naturellement abondants et l'un des deux isotopes stables avec 13C, mais il est bien plus abondant que ce dernier (ratio ~99:1). Ceci fait qu'en général, par abus de langage, lorsqu'on parle de « carbone », on désigne cet isotope. C'est un isotope particulièrement important en physique et en chimie car il a servi de base à la définition de l'unité de masse atomique unifiée et au nombre d'Avogadro avant la redéfinition du Système international d'unités de 2018-2019.

### Carbone 13
Le carbone 13 (13C) est l'isotope du carbone dont le noyau est constitué de 6 protons et de 7 neutrons. C'est l'un des trois isotopes naturellement abondants et l'un des deux isotopes stables avec 12C, bien moins abondant que ce dernier. Contrairement aux deux autres isotopes naturels, il possède un spin non nul (1/2) et peut donc être utilisé en résonance magnétique nucléaire (RMN du carbone 13).

### Carbone 14
Le carbone 14 (14C) est l'isotope du carbone dont le noyau est constitué de 6 protons et de 8 neutrons. C'est l'un des trois isotopes naturellement abondants, mais le seul radioactif, avec une demi-vie de 5 730 ans. Il est produit par les neutrons thermiques des radiations cosmiques dans la haute atmosphère, et tombe sur Terre pour être absorbé par la matière biologique vivante, sous sa forme oxydée : le gaz carbonique. Son occurrence naturelle est négligeable par rapport aux deux autres isotopes, mais sa radioactivité le rend détectable. Comme les tissus morts n'absorbent pas 14C, son taux est utilisé en datation radiométrique des tissus biologiques.

## Tableau des isotopes
| Symbole | Z | N  | Masse atomique (uma) | Demi-vie                       | Mode(s) de désintégration | Isotope(s) fils | Spin nucléaire |
| ------- | - | -- | -------------------- | ------------------------------ | ------------------------- | --------------- | -------------- |
| 8C      | 6 | 2  | 8,037675(25)         | 2,0(4) × 10−21 s [230(50) keV] | 2p                        | 6Be             | 0+             |
| 9C      | 6 | 3  | 9,0310367(23)        | 126,5(9) ms                    | β+ (60 %)                 | 9B              | (3/2-)         |
| 9C      | 6 | 3  | 9,0310367(23)        | 126,5(9) ms                    | β+, p (23 %)              | 8Be             | (3/2-)         |
| 9C      | 6 | 3  | 9,0310367(23)        | 126,5(9) ms                    | β+, α (17 %)              | 5Li             | (3/2-)         |
| 10C     | 6 | 4  | 10,0168532(4)        | 19,290(12) s                   | β+                        | 10B             | 0+             |
| 11C     | 6 | 5  | 11,0114336(10)       | 20,364(24) min                 | β+ (99,79 %)              | 11B             | 3/2-           |
| 11C     | 6 | 5  | 11,0114336(10)       | 20,364(24) min                 | K-capture (0,21 %),       | 11B             | 3/2-           |
| 12C     | 6 | 6  | 12 exactement        | Stable                         | Stable                    | Stable          | 0+             |
| 13C     | 6 | 7  | 13,0033548378(10)    | Stable                         | Stable                    | Stable          | 1/2-           |
| 14C     | 6 | 8  | 14,003241989(4)      | 5,73 × 103 ans                 | β−                        | 14N             | 0+             |
| 15C     | 6 | 9  | 15,0105993(9)        | 2,449(5) s                     | β−                        | 15N             | 1/2+           |
| 16C     | 6 | 10 | 16,014701(4)         | 0,747(8) s                     | β−, n (97,9 %)            | 15N             | 0+             |
| 16C     | 6 | 10 | 16,014701(4)         | 0,747(8) s                     | β− (2,1 %)                | 16N             | 0+             |
| 17C     | 6 | 11 | 17,022586(19)        | 193(5) ms                      | β− (71,59 %)              | 17N             | (3/2+)         |
| 17C     | 6 | 11 | 17,022586(19)        | 193(5) ms                      | β−, n (28,41 %)           | 16N             | (3/2+)         |
| 18C     | 6 | 12 | 18,02676(3)          | 92(2) ms                       | β− (68,5 %)               | 18N             | 0+             |
| 18C     | 6 | 12 | 18,02676(3)          | 92(2) ms                       | β−, n (31,5 %)            | 17N             | 0+             |
| 19C     | 6 | 13 | 19,03481(11)         | 46,2(23) ms                    | β−, n (47,0 %)            | 18N             | (1/2+)         |
| 19C     | 6 | 13 | 19,03481(11)         | 46,2(23) ms                    | β− (46,0 %)               | 19N             | (1/2+)         |
| 19C     | 6 | 13 | 19,03481(11)         | 46,2(23) ms                    | β−, 2n (7 %)              | 17N             | (1/2+)         |
| 20C     | 6 | 14 | 20,04032(26)         | 16(3) ms [14(+6-5) ms]         | β−, n (72,0 %)            | 19N             | 0+             |
| 20C     | 6 | 14 | 20,04032(26)         | 16(3) ms [14(+6-5) ms]         | β− (28,0 %)               | 20N             | 0+             |
| 21C     | 6 | 15 | 21,04934(54)#        | <30 ns                         | n                         | 20C             | (1/2+)#        |
| 22C     | 6 | 16 | 22,05720(97)#        | 6,2(13) ms [6,1(+14-12) ms]    | β−                        | 22N             | 0+             |

1. ↑  Se désintègre ensuite par double émission de proton en 4He, avec pour équation-bilan globale : 8C → 4He + 41H
2. ↑  Se désintègre immédiatement par émission de proton en 8Be, qui se désintègre immédiatement en deux atomes d'4He, avec pour équation-bilan globale : 9C → 24He + 1H + e+
3. ↑  Se désintègre immédiatement en deux atomes d'4He, avec pour équation-bilan globale : 9C → 24He + 1H + e+
4. ↑  Se désintègre immédiatement par émission de proton en 4He, avec pour équation-bilan globale : 9C → 24He + 1H + e+
5. ↑  Utilisé pour marquer des molécules en tomographie par émission de positons (PET scan).
6. ↑  L'unité de masse atomique unifiée est définie comme un douzième de la masse d'un atome de carbone 12 non-lié dans son état fondamental.
7. ↑  Le rapport 12C/13C est utilisé pour quantifier la productivité biologique dans les temps anciens et distinguer la contribution des différents modes de photosynthèse (plantes en C3, C4 ou CAM).
8. ↑  A un rôle important en datation radiométrique (voir « Datation au carbone 14 »).
9. ↑  A un noyau à halo à 1 neutron.
10. ↑  A un noyau à halo à 2 neutrons.

### Remarques
- La précision de l'abondance isotopique et de la masse atomique est limitée par des variations. Les échelles de variations données sont normalement valables pour tout matériel terrestre normal.
- Les valeurs marquées # ne sont pas purement dérivées des données expérimentales, mais aussi au moins en partie à partir des tendances systématiques. Les spins avec des arguments d'affectation faibles sont entre parenthèses.
- Les incertitudes sont données de façon concise entre parenthèses après la décimale correspondante. Les valeurs d'incertitude dénotent un écart-type, à l'exception de la composition isotopique et de la masse atomique standard de l'IUPAC qui utilisent incertitudes élargies.
- 12C est d'une importance particulière car il sert de référence pour les masses atomiques de tous les nucléides ; par définition sa masse atomique est de 12.